# تشارلز لونسديل
تشارلز لونسديل (بالإنجليزية: Charles Lonsdale)‏ هو دبلوماسي بريطاني، ولد في 5 يوليو 1965.